# لنز کانن ئی‌اف ۲۲–۵۵میلی‌متر
لنز کانن ئی‌اف ۲۲–۵۵میلی‌متر (به انگلیسی: Canon EF 22–55mm lens) نام لنز دوربین عکاسی از نوع زوم است که توسط شرکت کانن تولید می‌شود. فاصلهٔ کانونی این لنز ۲۲ تا ۵۵ میلی‌متر و ضریب اف آن اف ۴ تا ۵٫۶ تا اف ۲۲ تا ۳۲ است. این لنز در ۲۰ژوئن ۰۴ میلادی تولید و عرضه شده‌است.